# Nikollë bej Ivanaj
Nikollë bej Ivanaj (ur. 1879 w Grudzie, zm. 23 listopada 1951 w Tiranie) – albański dziennikarz pochodzący z Czarnogóry, urzędnik serbskiej służby cywilnej, albański działacz niepodległościowy, pisarz.

## Życiorys
Wychowywał się w Podgoricy, następnie mieszkał m.in. w Dubrowniku, Trieście i Rzymie.
W latach 1905-1906 (lub do 1908) publikował w Dubrowniku tygodnik Shpnesa e Shqipnisë, promujący ideę niepodległości Albanii, był wydawany w językach albańskim, włoskim i serbsko-chorwackim. Ivanaj piastował różne stanowiska służby cywilnej Serbii; był między innymi sekretarzem i tłumaczem w serbskim Ministerstwie Spraw Zagranicznych.
Był jednym z przywódców powstałej albańskiej niepodległościowej organizacji Komitetit Nacional Shqiptarë, założonej w 1911 r. w Podgoricy
W 1919 roku wziął udział w konferencji pokojowej w Paryżu. Po powrocie do Albanii wydawał w Szkodrze dwutygodnik Koha e re oraz tygodnik Republika w latach 1923-1925.
W 1943 wydał książkę autobiograficzną Historija e Shqipëniës së ré - Vuejtjet e veprimet e mija, jej II część ukazała się dwa lata później.